# Мета Хроват
Мета Хроват (2 березня 1998 , Словенія ) - словенська гірськолижниця, учасниця зимових Олімпійських ігор 2018 року, призерка етапів Кубка світу. Спеціалізується на слаломних дисциплінах.

## Спортивна кар'єра
Мета - донька мера Кранська-Гори Янеза Хровата. З грудня 2014 року в 15 років вона почала брати участь у змаганнях FIS. 28 грудня 2015 року дебютувала на етапах Кубка світу, сталося це в Лінці, де в підсумку вона фінішувала на 35-му місці. На зимових юнацьких Олімпійських іграх, що відбулись у Ліллегаммері в лютому 2016 року, вона виборола бронзову медаль у слаломі. Через місяць на чемпіонаті світу серед юніорів у Сочі у складі збірної виграла командні змагання. 27 січня 2018 року вперше в кар'єрі зійшла на п'єдестал пошани на етапі Кубка світу, посівши третє місце.
На зимових Олімпійських іграх 2018 року в Пхьончхані вона взяла участь у двох спусках. Посіла 14-те місце в гігантському слаломі й 21-ше в слаломі.
На дебютному для себе чемпіонаті світу 2019 року у шведському Оре вона зуміла кваліфікуватися в одній дисципліні – у гігантському слаломі на 22-му місці.
У лютому 2020 року на своїй рідній трасі у Кранська-Горі Мета фінішувала на третьому місці на етапі Кубка світу. Рік по тому їй вдалося повторити цей успіх.

## Результати в Кубку світу
Усі результати наведено за даними Міжнародної федерації лижного спорту.

### Підсумкові місця в Кубку світу за роками
| Сезон | Вік | Загальний залік | Слалом | Гігантський слалом | Супергігант | Швидкісний спуск | Гірськолижна комбінація |
| ----- | --- | --------------- | ------ | ------------------ | ----------- | ---------------- | ----------------------- |
| 2017  | 18  | 102             | 57     | 39                 | —           | —                | —                       |
| 2018  | 19  | 50              | 55     | 11                 | —           | —                | —                       |
| 2019  | 20  | 36              | 22     | 14                 | —           | —                | —                       |
| 2020  | 21  | 25              | 23     | 9                  | —           | —                | —                       |
| 2021  | 22  | 21              | 42     | 9                  | —           | —                | —                       |

Станом на 17 січня 2021 року

### П'єдестали в окремих заїздах
- 4 п'єдестали – (4 ГС)

| Сезон | Дата            | Місце проведення         | Дисципліна         | Місце |
| ----- | --------------- | ------------------------ | ------------------ | ----- |
| 2018  | 27 січня 2018   | Ленцергайде (Швейцарія)  | Гігантський слалом | 3-тє  |
| 2020  | 15 лютого 2020  | Кранська Гора (Словенія) | Гігантський слалом | 3-тє  |
| 2021  | 17 січня 2021   | Кранська Гора (Словенія) | Гігантський слалом | 3-тє  |
| 2021  | 21 березня 2021 | Ленцергайде (Швейцарія)  | Гігантський слалом | 3-тє  |

## Результати на чемпіонатах світу
Усі результати наведено за даними Міжнародної федерації лижного спорту.
| Рік  | Вік | Слалом | Гігантський слалом | Супергігант | Швидкісний спуск | Гірськолижна комбінація |
| ---- | --- | ------ | ------------------ | ----------- | ---------------- | ----------------------- |
| 2021 | 22  | НФ1    | НФ2                | 28          | –                | НФ2                     |

## Результати на Олімпійських іграх
Усі результати наведено за даними Міжнародної федерації лижного спорту.
| Рік  | Вік | Слалом | Гігантський слалом | Супергігант | Швидкісний спуск | Гірськолижна комбінація |
| ---- | --- | ------ | ------------------ | ----------- | ---------------- | ----------------------- |
| 2018 | 19  | 21     | 14                 | —           | —                | —                       |